# Оликолтык
Оликолтык — соровый солончак на территории Мангистауской области в западном Казахстане.
Солончак расположен в северо-восточной части Прикаспийской низменности (26,5 метра ниже уровня мирового океана). Имеет длину 180 км, ширину 80 км, площадь свыше 12 000 км². Образовался при понижении уровня воды в заливе Мёртвый Култук Каспийского моря. Расположен в юго-восточной части Восточно-Европейской эпигерцинской платформы. Поверхность солончака покрыта тонкой коркой соли. Юго-восточная часть Оликолтыка переходит в западный обрывистый склон (чинки) плато Устюрт, южная — в сор Кайдак.
Солончак имеет редкий растительный покров. На территории Оликолтыка разведаны и осваиваются месторождения нефти и газа Боран-кул, Бозащи, Каламкас. По данным геоморфологических и антропогенных исследований установлено, что из-за постепенного повышения уровня моря площадь солончака сокращается.